# Yoroa clypeoglandularis
Yoroa clypeoglandularis is een spinnensoort in de taxonomische indeling van de kogelspinnen (Theridiidae).
Het dier behoort tot het geslacht Yoroa. De wetenschappelijke naam van de soort werd voor het eerst geldig gepubliceerd in 1984 door Léon Baert.